# Viaduto das Almas
Viaduto das Almas, oficialmente conhecido como Viaduto Vila Rica, é um antigo viaduto da BR-040 que atravessa o Córrego das Almas no limite dos municípios de Itabirito e Ouro Preto, no estado de Minas Gerais.

## História
O Viaduto das Almas localiza-se no km 592 da BR-040, a cerca de 60 km do centro de Belo Horizonte. Inaugurado pelo presidente Juscelino Kubitschek em 1957, fazia parte da então BR-3, rodovia que ligava o Rio de Janeiro até a capital mineira.
A estrutura, em curva acentuada, possui 262 metros de extensão, por 8,5 de largura, sendo em mão dupla. A BR-040, que possui duas faixas por sentido no trecho (sistema multifaixas), estreita-se para entrar no viaduto.
No local ocorreram vários acidentes desde sua inauguração, com destaque para os ocorridos em 2 de agosto de 1969, com trinta mortos em 13 de setembro de 1967, com 14, incluindo a apresentadora Zélia Marinho, da extinta TV Itacolomi.

### Desativação
Rebatizado como Viaduto Vila Rica em 1970, desde o início dos anos 1980 já se cogitava a substituição do viaduto por outro mais moderno, cuja obra foi iniciada em 2006.
Em 26 de outubro de 2010 foi inaugurado o Viaduto Márcio Rocha Martins construído a dois quilômetros da antiga e perigosa passagem, no km 592 da BR-040, em Itabirito, a 50 quilômetros de Belo Horizonte. O novo viaduto possui 460 metros de extensão por 21 metros de largura, com duas pistas em cada sentido. A inauguração desse novo viaduto aposentou o Vila-Rica após 54 anos de uso e pelo menos 200 mortes.